# Молдавија на Летњим олимпијским играма 2012.
Молдавија је учествовала на Летњим олимпијским играма 2012. у Лондону и било је то њихово 5. учешће на Летњим олимпијским играма (укупно 10) од стицања независности.
Молдавску олимпијску репрезентацију чинило је 22 спортиста (12 мушкараца и 10 жена) који су се такмичили у 9 спортова. Националну заставу на церемонији свечаног отварања 27. јула носио је стреличар Дан Олару.
Молдавски спортисти су на овим играма освојили две бронзане медаље, обе у дизању тегова (прве олимпијске медаље у овом спорту за Молдавију).
Атлетичарке Марина Маргијева и Наталија Артик су одстрањене из олимпијског тима због позитивног резултата на допинг тесту уочи почетка атлетских такмичења.

## Освајачи медаља
| Медаља | Олимпијац       | Спорт         | Дисциплина          | Датум     |
| ------ | --------------- | ------------- | ------------------- | --------- |
|        | Кристина Јову   | Дизање тегова | - жене до 53 кг     | 29. јул   |
|        | Анатолиј Чирику | Дизање тегова | - мушкарци до 94 кг | 4. август |

| Спорт         |   |   |   | Укупно |
| Дизање тегова | 0 | 0 | 2 | 2      |
| Укупно        | 0 | 0 | 2 | 2      |

## Учесници по спортовима
| Спорт         | Мушкарци | Жене | Укупно |
| ------------- | -------- | ---- | ------ |
| Атлетика      | 4        | 6    | 10     |
| Бициклизам    | 1        | 0    | 1      |
| Бокс          | 1        | 0    | 1      |
| Дизање тегова | 1        | 1    | 2      |
| Пливање       | 1        | 1    | 2      |
| Рвање         | 1        | 1    | 2      |
| Стреличарство | 1        | 0    | 1      |
| Стрељаштво    | 0        | 1    | 1      |
| Џудо          | 2        | 0    | 2      |
| 9 спортова    | 12       | 10   | 22     |

## Атлетика
Мушкарци
| Атлетичар         | Дисциплина       | Квалификације | Квалификације | Финале            | Финале            |
| Атлетичар         | Дисциплина       | Рез.          | Плас.         | Рез.              | Плас.             |
| ----------------- | ---------------- | ------------- | ------------- | ----------------- | ----------------- |
| Јон Лукјанов      | 3.000 м препреке | 8:22,09       | 5. кв         | 8:28,15           | 10.               |
| Јарослав Мушински | Маратон          |               |               | 2:16:25           | 25.               |
| Роман Продиус     | Маратон          |               |               | Није завршио трку | Није завршио трку |
| Сергеј Маргијев   | Бацање кладива   | 69,76         | 31.           | Није се пласирао  | Није се пласирао  |

Жене
| Атлетичарка      | Дисциплина     | Квалификације                 | Квалификације                 | Полуфинале                    | Полуфинале                    | Финале                        | Финале                        |
| Атлетичарка      | Дисциплина     | Рез.                          | Плас.                         | Рез.                          | Плас.                         | Рез.                          | Плас.                         |
| ---------------- | -------------- | ----------------------------- | ----------------------------- | ----------------------------- | ----------------------------- | ----------------------------- | ----------------------------- |
| Наталија Черкес  | Маратон        |                               |                               |                               |                               | 2:37:13                       | 65.                           |
| Олесја Кожухари  | 400 м          | 53,64                         | 5.                            | Није се пласирала             | Није се пласирала             | Није се пласирала             | Није се пласирала             |
| Јелена Попеску   | 800 м          | 2:06,94                       | 6.                            | Није се пласирала             | Није се пласирала             | Није се пласирала             | Није се пласирала             |
| Наталија Артик   | бацање диска   | Дисквалификована због допинга | Дисквалификована због допинга | Дисквалификована због допинга | Дисквалификована због допинга | Дисквалификована због допинга | Дисквалификована због допинга |
| Марина Маргијева | бацање кладива | Дисквалификована због допинга | Дисквалификована због допинга | Дисквалификована због допинга | Дисквалификована због допинга | Дисквалификована због допинга | Дисквалификована због допинга |
| Залина Маргијева | бацање кладива | 72,19                         | 9. кв                         |                               |                               | 74,06                         | 8.                            |

## Бициклизам
| Бициклиста  | Дисциплина       | Резултат          | Пласман           |
| ----------- | ---------------- | ----------------- | ----------------- |
| Олег Бердос | Друмска трка (М) | Није завршио трку | Није завршио трку |

## Бокс
| Боксер         | Категорија | 1. коло             | 2. коло               | Четвртфинале       | Полуфинале         | Финале             | Финале           |
| Боксер         | Категорија | Противник Резултат  | Противник Резултат    | Противник Резултат | Противник Резултат | Противник Резултат | Плас.            |
| -------------- | ---------- | ------------------- | --------------------- | ------------------ | ------------------ | ------------------ | ---------------- |
| Василиј Белоус | Велтер     | С. Кидунда ПОБ 20:7 | Т. Шелестјук ИЗГ 7:15 | Није се пласирао   | Није се пласирао   | Није се пласирао   | Није се пласирао |

## Дизање тегова
| Дизач           | Категорија     | Трзај | Трзај | Избачај | Избачај | Укупно | Плас. |
| Дизач           | Категорија     | Рез.  | Плас. | Рез.    | Плас.   | Укупно | Плас. |
| --------------- | -------------- | ----- | ----- | ------- | ------- | ------ | ----- |
| Анатолиј Чирику | - до 94 кг (М) | 181   | 7.    | 226     | 2.      | 407    |       |
| Кристина Јову   | - до 53 кг (Ж) | 96    | 1.    | 120     | 3.      | 216    |       |

## Пливање
Мушкарци
| Пливач          | Дисциплина  | Квалификације | Квалификације | Полуфинале       | Полуфинале       | Финале           | Финале           |
| Пливач          | Дисциплина  | Рез.          | Плас.         | Рез.             | Плас.            | Рез.             | Плас.            |
| --------------- | ----------- | ------------- | ------------- | ---------------- | ---------------- | ---------------- | ---------------- |
| Данила Артјомов | 100 м прсно | 1:03,57       | 40.           | Није се пласирао | Није се пласирао | Није се пласирао | Није се пласирао |

Жене
| Пливач        | Дисциплина  | Квалификације | Квалификације | Полуфинале        | Полуфинале        | Финале            | Финале            |
| Пливач        | Дисциплина  | Рез.          | Плас.         | Рез.              | Плас.             | Рез.              | Плас.             |
| ------------- | ----------- | ------------- | ------------- | ----------------- | ----------------- | ----------------- | ----------------- |
| Татјана Кишка | 100 м прсно | 1:13,30       | 40.           | Није се пласирала | Није се пласирала | Није се пласирала | Није се пласирала |

## Рвање
Moldova has qualified two quotas.
Легенда:
- Т - победа/пораз тушем
- ТП - победа/пораз на техничке поене
- БТП - победа/пораз без техничких поена

Слободни стил за мушкарце
| Рвач          | Категорија | Квалификације      | 1. коло              | Четвртфинале              | Полуфинале         | Репасаж 1          | Репасаж 2          | Финале             | Финале |
| Рвач          | Категорија | Противник Резултат | Противник Резултат   | Противник Резултат        | Противник Резултат | Противник Резултат | Противник Резултат | Противник Резултат | Плас.  |
| ------------- | ---------- | ------------------ | -------------------- | ------------------------- | ------------------ | ------------------ | ------------------ | ------------------ | ------ |
| Николае Чебан | - до 96 кг |                    | С. Болтик ПОБ 3:1 ТП | Г. Гогшелидзе ИЗГ 0:3 БТП | Није се пласирао   | Није се пласирао   | Није се пласирао   | Није се пласирао   | 11.    |

Слободни стил за жене
| Рвачица         | Категорија | Квалификације      | 1. коло              | Четвртфинале       | Полуфинале         | Репасаж 1          | Репасаж 2          | Финале             | Финале |
| Рвачица         | Категорија | Противник Резултат | Противник Резултат   | Противник Резултат | Противник Резултат | Противник Резултат | Противник Резултат | Противник Резултат | Плас.  |
| --------------- | ---------- | ------------------ | -------------------- | ------------------ | ------------------ | ------------------ | ------------------ | ------------------ | ------ |
| Светлана Саенко | - до 72 кг |                    | С. Вескан ПОБ 3:1 ТП | Ванг Ђао ИЗГ 0:5 Т | Није се пласирала  | Није се пласирала  | Није се пласирала  | Није се пласирала  | 10.    |

## Стреличарство
Moldova has qualified the following archers.
| Стреличар | Дисциплина           | Гађање за старт | Гађање за старт | 1. коло                  | 2. коло              | 3. коло               | Четвртфинале       | Полуфинале         | Финале             | Финале           |
| Стреличар | Дисциплина           | Рез.            | Нос.            | Резултат Противник       | Резултат Противник   | Резултат Противник    | Резултат Противник | Резултат Противник | Резултат Противник | Плас.            |
| --------- | -------------------- | --------------- | --------------- | ------------------------ | -------------------- | --------------------- | ------------------ | ------------------ | ------------------ | ---------------- |
| Дан Олару | Мушкарци појединачно | 654             | 47.             | Џ. Камински (18) ПОБ 6:3 | С. Тери (50) ПОБ 5:1 | Б. М. Ким (2) ИЗГ 1:7 | Није се пласирао   | Није се пласирао   | Није се пласирао   | Није се пласирао |

## Стрељаштво
Жене
| Стрелкиња        | Дисциплина       | Квалификације | Квалификације | Финале            | Финале            |
| Стрелкиња        | Дисциплина       | Пог.          | Плас.         | Пог.              | Плас.             |
| ---------------- | ---------------- | ------------- | ------------- | ----------------- | ----------------- |
| Марина Згурскаја | Ваз. пиштољ 10 м | 377           | 29.           | Није се пласирала | Није се пласирала |

## Џудо
Мушкарци
| Џудока         | категорија | 1. коло            | 2. коло                  | 3. коло                | Четвртфинале       | Полуфинале         | Репасаж 1          | Репасаж 2          | Финале             | Финале           |
| Џудока         | категорија | Противник Резултат | Противник Резултат       | Противник Резултат     | Противник Резултат | Противник Резултат | Противник Резултат | Противник Резултат | Противник Резултат | Плас.            |
| -------------- | ---------- | ------------------ | ------------------------ | ---------------------- | ------------------ | ------------------ | ------------------ | ------------------ | ------------------ | ---------------- |
| Сергиу Тома    | - до 81 кг |                    | Ј. Мусил ПОБ 1000–0001   | Т. Накаи ИЗГ 0003–0101 | Није се пласирао   | Није се пласирао   | Није се пласирао   | Није се пласирао   | Није се пласирао   | Није се пласирао |
| Иван Ремаренко | - до 90 кг |                    | К. Денисов ИЗГ 0001–1000 | Није се пласирао       | Није се пласирао   | Није се пласирао   | Није се пласирао   | Није се пласирао   | Није се пласирао   | Није се пласирао |